# تغذية الطفل الصغير
تغذية الطفل الصغير هو وصف احتياجات الحمية الغذائية للأطفال الصغار الذين تتراوح أعمارهم بين سنة إلى سنتين. يوفر الغذاء الطاقة والمغذيات التي يحتاجها الأطفال الصغار ليكونوا أصحاء. كمية كافية من الغذاء الغني بالمغذيات هي التغذية الجيدة. ويمكن اعتبار النظام الغذائي الذي يفتقر إلى السعرات الحرارية الأساسية والمعادن والسوائل والفيتامينات غذاء «سيئ».
تختلف الاحتياجات الغذائية لأطفال الصغار. بالنسبة للطفل، فإن حليب الثدي هو «الأفضل» ويحتوي على جميع الفيتامينات والمعادن الضرورية. عادة ما يفطر الأطفال الصغار (الرضع) من حليب الثدي. على الرغم من أن الرضع عادة ما يبدؤون بتناول الأطعمة الصلبة بين 4 و6 أشهر من العمر، إلا أن الأطعمة الصلبة تستهلك أكثر فأكثر من قبل الطفل المتنامي. إذا كان الغذاء المقدم واحد في كل مرة، يمكن تحديد مسببات الحساسية المحتملة. يوفر الغذاء الطاقة والمغذيات التي يحتاجها الأطفال الصغار ليكونوا أصحاء. يتعلم الأطفال الصغار إطعام أنفسهم وتناول الأطعمة الجديدة. يجب أن يتناولوا مجموعة متنوعة من الأطعمة من جميع مجموعات الطعام. كل يوم، حيث يحتاج الأطفال الصغار إلى مواد غذائية كافية، تتضمن:
- ·  7 مليغرام من الحديد
- ·  700 مليغرام من الكلسيوم
- ·  600 وحده من فيتامين دي

تختلف عادات تناول الطعام بالنسبة للأطفال الصغار عن عادات الرضع في نظامهم الغذائي الذي يشبه عادات الوالدين والأشقاء. نجد أن التغذية السليمة لأطفال الصغار هي إدخال الأطعمة ذات المذاقات والنكهات الجديدة. سيظهر الطفل الصغير تفضيلا لطعام واحد على آخر. معدة الأطفال الصغار صغيرة. ستكون التغذية الجيدة والغذاء لتقديم الأطعمة التي هي غنية بالمغذيات بدلا من الأطعمة ذات السعرات الحرارية الفارغة. حيث يلعب الأطفال الصغار مع طعامهم ويمارسون التغذية الذاتية. سوف يستخدمون أصابعهم في البداية مع أواني تناول الطعام الشائعة. يستفيد الأطفال الصغار من أن يصبحوا أكثر استقلالية في إطعام أنفسهم. قد يحاول الطفل الدارج تأكيد سيطرته على أوقات الوجبات ويمكن أن يسبب الصراع. يأكل الأطفال ردا على مشاعر الجوع والامتلاء.

## حليب الأطفال
أولاً: من عمر يوم إلي سنة أشهر، ويتناول مقدار من الحليب من 60 إلي 90 مللي كل ثلاث أو أربع ساعات خلال اليوم، ويعتبر حليب منخفض الدسم.
ثانيًا: من عمر ستة أشهر إلي سنة، ويتناول مقدار 180 مللي كل أربع أو خمس ساعات خلال اليوم، ويعتبر حليب منخفض الدسم
ثالثًا: من عمر سنة إلي ثلاث سنوات، يتناول 2 كوب من اللبن يوميًا، ويكون حليب كامل الدسم.

### تركيبة حليب الأطفال المتنوعة
الحليب المشتق من حليب الأبقار:
هو النوع الأكثر تداولًا والأشهر وتصنعه معظم الشركات مع تغيير نسبة البروتين فيه فقط، وهذا النوع يستهلكه معظم الأطفال حتي عمر ستة أشهرن إلا في حالة ظهور مشكلة بسبب الحساسية من هذا النوع.
الحليب الصناعي المُتحلل جزئيًا:
في هذا النوع من الحليب يتم تكسير جزيئات البروتين المعقدة والكبيرة إلي جزيئات أصغر حتي تناسب الأطفال الذين يعانون من سوء الهضم لهذه المركبات الكبيرة، أو الذين تظهر عليهم أعراض حساسية
من أجزاء البروتينات الكبيرة، لذلك يتم اللجوء لتحليلها إلي جزيئات بروتين أصغر لتسهل عملية الهضم، مما يمنع حدوث اضطرابات المعدة مثل الغازات والانتفاخات الشائعة عند الرضع في هذا العمر.
الحليب المُشتق من الصويا:
يحتوي هذا الحليب علي نوع من البروتين يكون مشتقًا من فول الصويا، ويتم تعديله ليتناسب مع معدة الطفل، ويعد هذا النوع من الحليب مناسبًا للأطفال الذين يعانون من حساسية اللاكتوز.
الحليب المخصص للأطفال الذين يعانون من الإمساك والانتفاخات:
يتم تدعيم هذا النوع من الحليب ب «البروبايوتك» وهي بكتيريا نافعة للجهاز الهضمي، مما يقلل من حدة اضطرابات المعدة التي تكثر في هذا العُمر الصغير.
حليب مخصص للارتجاع المعدي عند الأطفال:
تُدعم هذه التركيبة بمادة كثيفة القوام حتي تمنع ارتجاع الحليب بسهولة إلي المريء مما تسبب حالات الترجيع عند الأطفال.
حليب مُخصص للأطفال الذين يعانون من حساسية اللاكتوز.
في هذا النوع يتم فصل اللاكتوز من الحليب وإضافة مادة المالتودكسترين، ويعتبر اللاكتوز أحد المواد الذي لا يتحملها بعض الأطفال الرضع فتسبب لهم الإسهال المستمر وغازات في المعدة.

### علامات استعداد الطفل الرضيع للطعام
- التحكم في الرأس: عندما يستطيع الطفل الجلوس في وضع مستقيم.
- الجلوس جيدا مع وجود مساند ودعامات تدعم وضعية الجلوس.
- ملاحظة قدرة الطفل البسيطة على بلع كميات قليلة من الطعام المهروس عند تقديمه له.
- ملاحظة فضول الطفل للإمساك بالطعام وشغفه بالوصول إليه إذا وضع أمامه.

### أول طعام للطفل الرضيع
تعد حبوب ورقائق القمح الخاصة بالرضع هي الاختيار الأفضل لأولى وجبات الرضيع فهي سهلة البلع ومدعمة بالزنك والحديد مما يجعلها إضافة جيدة للنظام الغذائي للطفل في هذه المرحلة، يمكنك تخفيفها بقليل من لبن الأم أو اللبن الصناعي على أن يكون الطعام متماسك القوام وأطعميه بالملعقة أو يمكنك أن تستخدم طرف أصبعك في البداية، يمكن بعد ذلك إدخال التدرج في تغذية الطفل بالبدء بالخضراوات ثم الفاكهة وعند إتمام الطفل ثمانية أشهر يمكن إدخال مفروم الدجاج في حال لم يرفضه الرضيع.